# 近田慎太郎
近田 慎太郎（ちかだ しんたろう、1979年10月8日 - ）は、日本の元俳優。東京都出身。
かつてはJVCエンタテインメント・ネットワークス、ヒロ・プラスに所属していた。

## 出演

### テレビ
- せつない〜TOKYO HEART BREAK〜 第15話（1998年、テレビ朝日）
- 少年サスペンス 恐怖のラフティング（1998年、テレビ朝日）
- ウルトラマンコスモス 第56話（2002年、MBS） - コウ 役 ※未放送作品
- 仮面ライダー555 第12話（2003年、テレビ朝日） - 神道貴久 役
- 土曜ワイド劇場「はみだし弁護士・巽志郎」第7作（2003年、テレビ朝日）
- WATER BOYS（2003年、フジテレビ） - 近江 役
- ケータイ刑事 銭形舞 第2話（2003年、BS-TBS）
- ヤンキー母校に帰る 第6話（2003年、TBS）
- ほんとにあった怖い話 第1話（2004年、フジテレビ） - 高野聡 役
- 駄目ナリ! 第8話（2004年、よみうりテレビ） - 宮台翔 役

### 映画
- AQUARIUM（1998年、イリュージョン・ピクチャーズ）

### 舞台
- リボンの騎士(2006年　池袋芸術劇場　ウィリアム役)
- BOYS BE.. ALIVE(1999年　サンシャイン劇場)

### オリジナルビデオ
- ほんとうにあった怖い話 着信（2005年）

### CM
- 花王のリーゼ　アイロンコテ用ウォーター（2003年）
- マクドナルド（2003年）